# Roll with the Punches (singolo)
Roll with the Punches è un singolo di Bryan Adams, pubblicato il 7 febbraio 2025 come primo estratto dal sedicesimo album in studio, di cui è la title track, intitolato Roll with the Punches.
Composta da Bryan Adams, la canzone ha una forte cadenza rock.

## Descrizione
Il brano è stato descritto così dal cantante:

## Video musicale
Il video alternativo è stato pubblicato il 7 febbraio 2025.

## Tracce
1. Roll with the Punches – 3:32

## Formazione
Musicisti
- Bryan Adams — voce, chitarra, basso, pianoforte e batteria
- Keith Scott — chitarra
- Pat Steward — batteria
- Robert John "Mutt" Lange — cori, tastiera

### Produzione
- Bryan Adams — produzione
- Olle Romo — ingegneria del suono
- Hayden Watson — mix engineer, ingegneria del suono
- Brian Lee e Bob Jackson — ingegneria di mastering

## Classifiche
| Classifica (2025)       | Picco Posizione |
| ----------------------- | --------------- |
| Regno Unito (downloads) | 96              |
| Regno Unito (sales)     | 98              |